# کلمپ بند ناف

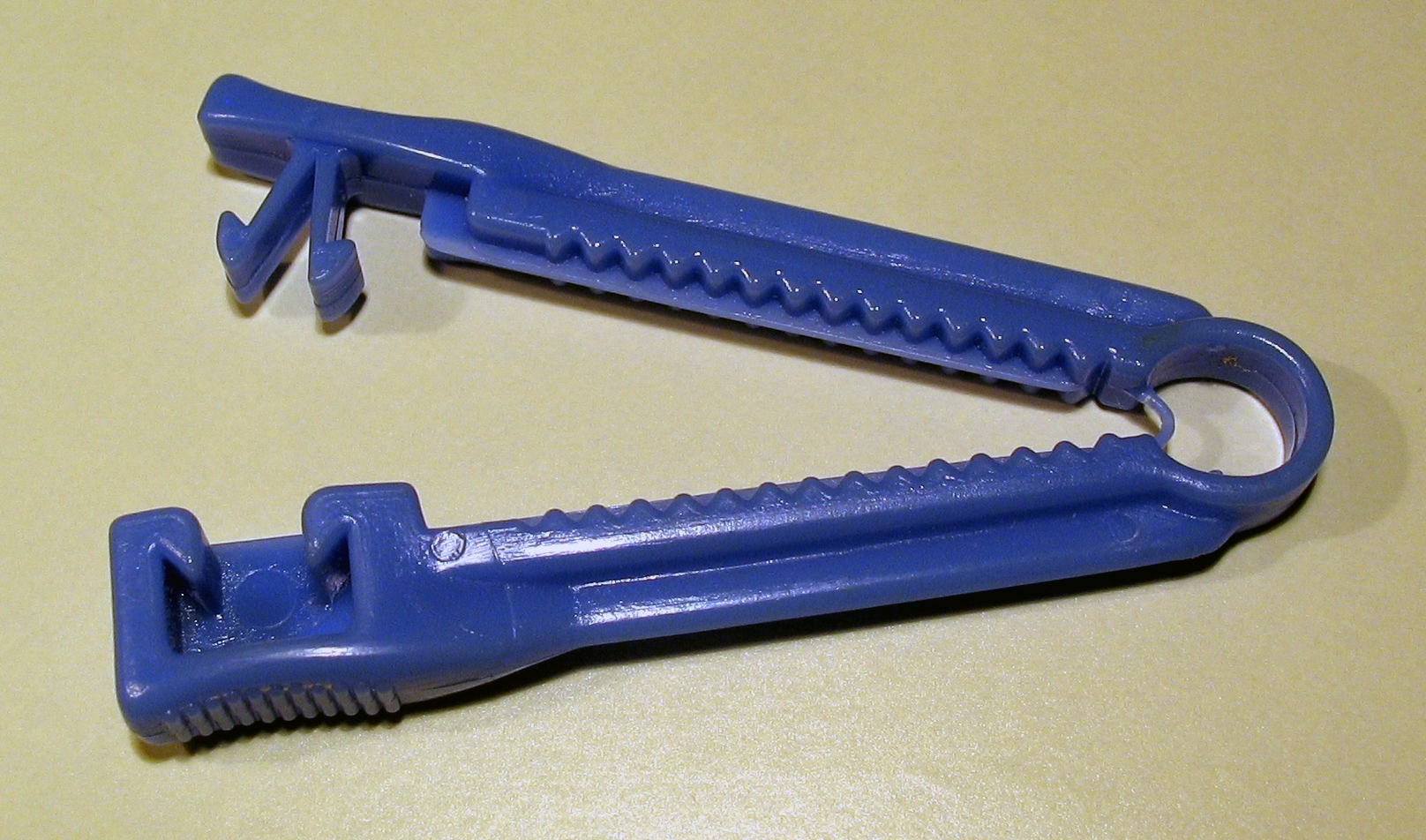
کلمپ بندناف

کلمپ بندناف (به انگلیسی: Umbilical clamp) جهت انسداد بند ناف(جلوگیری از خونریزی) در حین زایمان طبیعی یا سزارین کاربرد دارد.این کلمپ‌ها به‌طور معمول، پلاستیکی و یکبار مصرف می‌باشند.

## نگارخانه

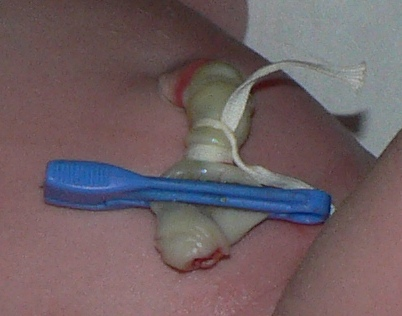
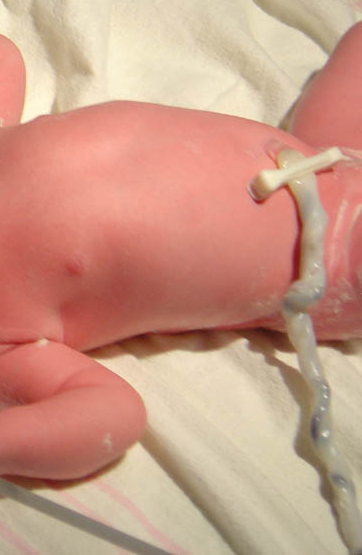